# Andante Festivo
El Andante Festivo es una composición de Jean Sibelius originalmente escrita para cuarteto de cuerda en 1922. En 1938, el compositor reorquestó la pieza para orquesta de cuerda y timbales. El 1 de enero de 1939 Sibelius dirigió su composición en vivo que fue retransmitida a nivel mundial, convirtiéndolo en el único documento sonoro del compositor interpretando su propia música. 

## Historia

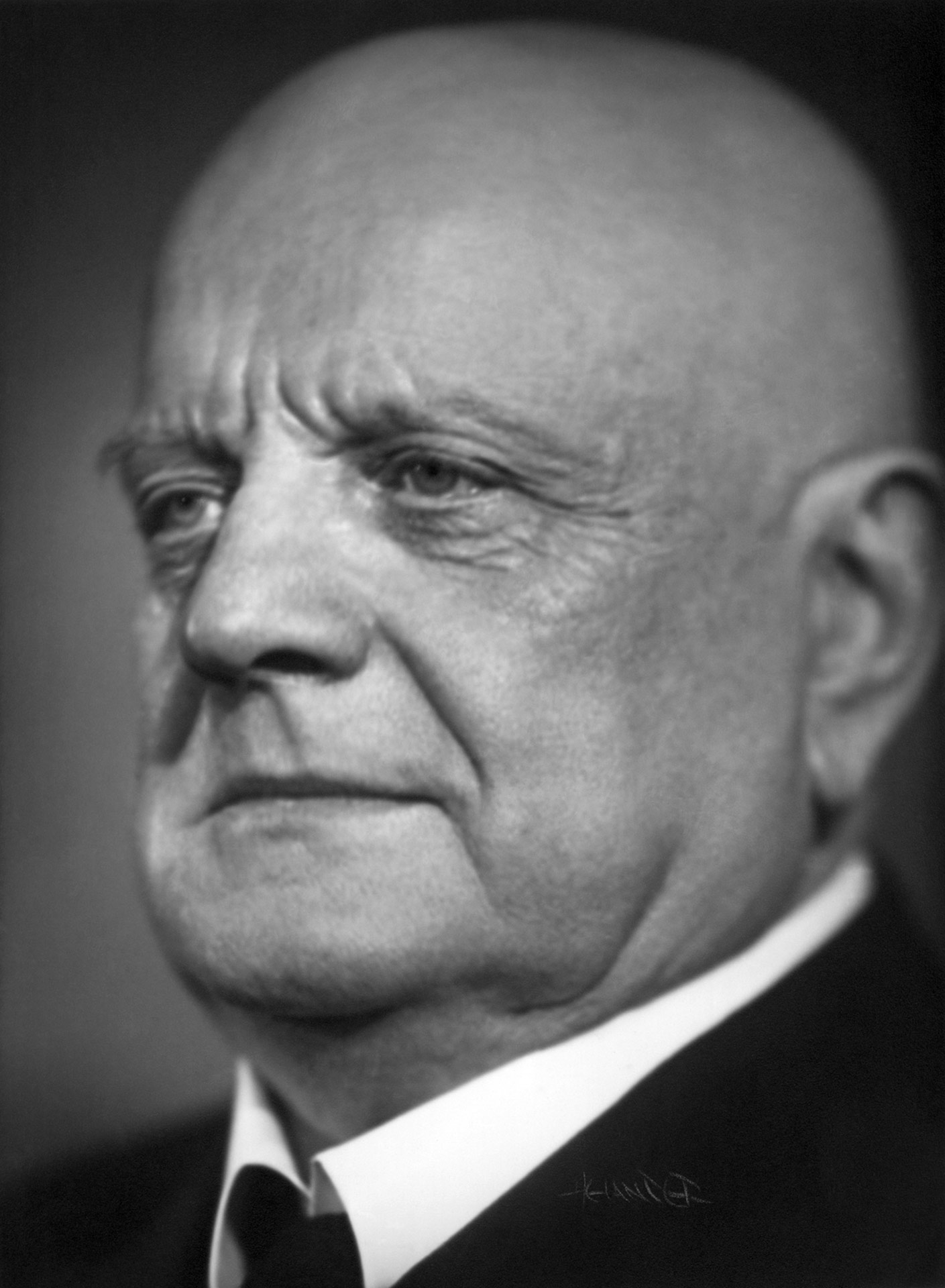
Jean Sibelius en 1940.

Walter Parviainen le encargó a Sibelius la composición de una cantata para celebrar el 25 aniversario de los aserraderos Säynätsalo antes de la Navidad de 1922. Sibelius escribió en su lugar una composición para cuarteto de cuerda, que se titularía Andante Festivo. Posiblemente se basara en proyectos anteriores, como el proyecto de oratorio Marjatta de la década de 1900. Cuando Riitta Sibelius, sobrina del compositor, se casó en 1929, se interpretó el Andante Festivo por dos cuartetos de cuerda, posiblemente con algunas modificaciones.
Sibelius escuchaba la radio con frecuencia en la década de 1930. Pensó acerca de componer para la radio de una manera diferente, para mitigar las distorsiones creadas por los altavoces de la época. Cuando Olin Downes, un crítico del New York Times, le solicitó «que dirigiera una pieza de música como un saludo de Finlandia al mundo en un programa de radio para celebrar la Exposición Mundial de Nueva York», puso en práctica esta idea mediante la adaptación del cuarteto de cuerda. Este himno de gran sonoridad se construye como una suave corriente continua de frases melódicas similares que fluyen dentro y fuera de cada una de ellas. Sibelius fue un violinista y sabía cómo componer para las cuerdas. Estas interpretan una «melodía que se repite de forma continua» cuya respuesta encontramos en los timbales en los últimos cuatro compases, como si de una contestación religiosa se tratara en una época sin Segunda Guerra Mundial.
La versión para cuerdas y timbales se estrenó por primera vez en una retransmisión en directo el 1 de enero de 1939 por la Orquesta de la Radio dirigida por el compositor, siendo el único ejemplo del compositor interpretando una de sus propias obras. Mantiene un tempo lento, profesionalmente, con «rubatos no forzados», consiguiendo un solemne y melodioso sonido de las cuerdas. Como compositor de la obra podía permitirse la libertad de no seguir las indicaciones de tempo de la partitura.
En 2015, una colección de grabaciones de música para orquesta de Sibelius, interpretadas por la Orquesta Filarmónica de Helsinki bajo la batuta de Leif Segerstam, y grabadas entre 1995 y 2007, incluye la grabación del Andante Festivo que proviene de los archivos de la Compañía de radiodifusión finlandesa acompañada de obras como el Concierto para violín y la Segunda sinfonía.
La grabación realizada por Sibelius también puede encontrarse en una compilación de grabaciones históricas de 1928 a 1948, en particular las grabaciones de la Columbia Gramophone Company (más tarde EMI) a partir de la década de 1930, cuando Robert Kajanus dirigió las sinfonías y los poemas sinfónicos, muchos de los cuales había estrenado él mismo.
La grabación del Andante Festivo fue la última actuación de Sibelius como director de orquesta. Esta obra se interpretó en su funeral.